# Holten
Pour les articles homonymes, voir Holten (homonymie).
Holten (en bas saxon : Hoolt'n) est un village néerlandais situé dans la commune de Rijssen-Holten, en province d'Overijssel. Au 1er janvier 2021, le village compte 9 410 habitants.
Le parc national Sallandse Heuvelrug se trouve au nord du village, tout comme le Holten Canadian War Cemetery (en néerlandais : Canadese begraafplaats Holterberg) de la Commonwealth War Graves Commission. Celui-ci comprend les tombes de 1 394 soldats tombés pour la libération des Pays-Bas de l'occupation allemande lors de la Seconde Guerre mondiale, dont 1 355 Canadiens. Le soir de Noël, les tombes sont égayées d'une bougie du souvenir,.

## Histoire
Le 1er janvier 2001, la commune de Holten, jusque-là indépendante, est rattachée à celle de Rijssen, renommée Rijssen-Holten le 1er janvier 2003.

## Transport
Le village de Holten est desservi depuis 1888 par la gare de Holten sur la ligne ferroviaire de Deventer à Almelo, exploitée par Nederlandse Spoorwegen (NS).